# Salvatore Bagni
Salvatore Bagni (ur. 25 września 1956 w Correggio) – włoski piłkarz występujący na pozycji pomocnika.
Z zespołem Interu Mediolan zdobył Puchar Włoch. Z SSC Napoli w 1987 sięgnął po mistrzostwo Włoch oraz puchar tego kraju. W reprezentacji Włoch w latach 1981–1987 rozegrał 41 meczów i strzelił 4 gole. Wystąpił na Mistrzostwach Świata 1986.